# カルメン・ハート

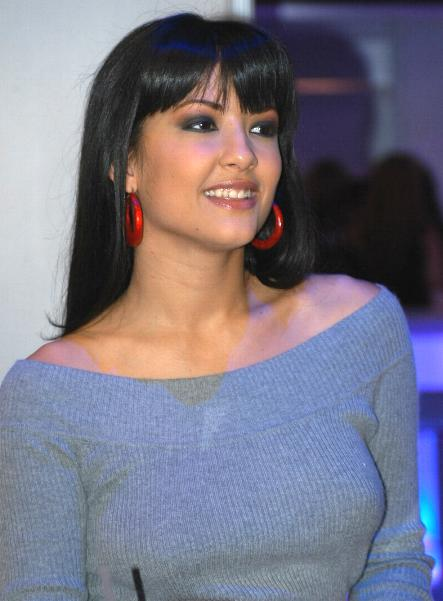
カルメン・ハート

カルメン・ハート（Carmen Hart、1984年3月12日 - ）は、アメリカ合衆国のポルノ女優。ノースカロライナ州ランバートン出身。

## 出演作品
- アンタッチャブル・ウーマン